# Ağası Məmmədov
Ağası Məmmədov (Bakı, 1980. június 1.) azeri ökölvívó.
Agasi Ağagüloğlu néven török színekben szerzett Európa-bajnoki címet. 2000-ben indult az olimpián, ahol a negyeddöntőben kapott ki a későbbi bajnok kubai Guillermo Rigondeauxtól, így nem szerzett érmet. 2002-ben visszatért hazájába, és rá egy évre ő lett Azerbajdzsán első ökölvívó világbajnoka.

## Amatőr eredményei
Török válogatottként:
- 2000-ben Európa-bajnok harmatsúlyban.
- 2001-ben ezüstérmes a világbajnokságon harmatsúlyban.

Azeri válogatottként:
- 2003-ban világbajnok harmatsúlyban.
- 2004-ben bronzérmes az olimpián harmatsúlyban.